# Waleran I. od Limburga
Waleran I. (? - 1081.) bio je grof Arlona i Limburga. O njemu se vrlo malo zna.
Bio je sin grofa Walerana od Arlona i njegove supruge Adele od Lotaringije te brat Fulka, a možda je zvan Udo te je bio prvi grof Limburga.
Oženio je Jutu Luksemburšku, koja mu je rodila Henrika I., a možda i kćer nepoznata imena. O Waleranovoj obitelji postoje dosta kontradiktorni podaci. 